# Indisches Halbblut
Das Indische Halbblut oder auch Indianbred ist eine aus dem indischen Kathiawari und dem australischen Waler durch Kreuzung hervorgegangene Pferderasse.

## Beschreibung

### Allgemein
Das Indische Halbblut ist ein vielseitiger Warmblüter. Insgesamt ist er harmonisch proportioniert.

### Exterieur
Das Indische Halbblut besitzt einen feinen, edlen Kopf mit beweglichen, manchmal sichelförmigen Ohren. Insgesamt ist die Vorhand gut gebaut, gelobt wird die dem Reitzweck entsprechend flache Schulter. Auffallend ist eine relativ hohe Gurttiefe. Der Rücken ist gerade, die Hinterhand wohlgeformt. Das Fundament ist kräftig und korrekt gestellt.

### Charakter
Das Indianbred ist ein gutmütiges Pferd mit ausgeglichenem Temperament und gesunder Konstitution.

### Einflüsse
Das  Indische Halbblut entstand aus dem Kathiawari und dem Waler, der für Wendigkeit, genügende Knochensubstanz und eine Erhöhung der Ausdauer sorgte. In geringerem Umfang wurden Englische Vollblüter, die die Rasse veredelten, und ihr mehr Gangvermögen sowie sein mutiges Interieur mitgaben, und Arabische Vollblüter, die ihre Gesundheit und Ausdauer übertrugen, beigemischt.

## Geschichte
Die Rasse entstand aus einer Kreuzung zwischen dem indischen Kathiawari und dem australischen Waler mit Beimischung von Araber und Vollblütern. Sie wurde in Militärgestüten gezielt als Kavalleriepferd gezüchtet. Das Indische Halbblut kommt gut mit der heißen und kargen indischen Landschaft zurecht und ist sowohl abgehärtet als auch sparsam in der Haltung. Durch seine ausländischen Vorfahren ist es größer und edler als andere einheimische Rassen. Früher wurde es als Haupttransportmittel der indischen Armee eingesetzt und wird auch heute noch als Reitpferde und Tragtier für die wenigen verbliebenen berittenen Kompanien verwendet. In vielen, vor allem ländlichen, Regionen dient es der berittenen Polizei. Zivilen Einsatz findet es als Reitpferd auf Wettkämpfen, da es klug und fügsam ist.